# Premis Ondas 2018
Els Premis Ondas 2018 van ser la seixanta-cinquena edició dels Premis Ondas, atorgats el 17 d'octubre de 2018. Es van presentar més de 300 candidatures de més de 13 països de tot el món, el rècord històric en nombre d'inscripcions segons l'organització.
La gala de lliurament de premis va tenir lloc el 14 de novembre de 2018 novament al Gran Teatre del Liceu de Barcelona, presentada per Juan Carlos Ortega. Entre altres actuacions musicals hi va actuar Macaco, Manolo García i Love of Lesbian.

## Premis Internacionals de Ràdio
- Premio Especial Internacional de Ràdio: a la ràdio colombiana, personificada en las cadenes Radio Caracol i RCN.
- Premi Internacional de Ràdio: In Shame, Love, in shame (RTÉ Radio 1) i Quand la mer se retire (Radio-Télévision belge de la Communauté française).
- Menció Especial del Jurat: Zuwara. Strukturen einer Schmugglerstadt Arxivat 2019-05-05 a Wayback Machine.” de Rundfunk Berlin-Brandenburg (Alemanya).

## Premis Internacionals de Televisió
- Premi Internacional de Televisió: a la sèrie Babylon Berlin de Beta Film GmbH (Alemanya) i al documental Rabiat; Türken, entscheidet Euch! Arxivat 2019-04-28 a Wayback Machine. de Radio Bremen (Alemanya).
- Menció Especial del Jurat: ¿Qué pasa con los niños? de Telemundo (Estats Units).

## Premis nacionals de ràdio
- Millor presentador: Jordi Basté per El Món de RAC1.
- Millor programación (ex aequo): Julia Otero per El Gabinete d'Onda Cero i Isaías Lafuente per La unidad de vigilancia de la Cadena SER.
- Premi a la trajectòria: Tomás Fernando Flores de Radio 3.
- Millor programa: La vida moderna de David Broncano de la Cadena SER.
- Millor podcast: Las tres muertes de mi padre de Pablo Romero de Cuonda Podcast.

## Premis nacionals de televisió
- Millor programa d'entreteniment: Operación Triunfo de RTVE.
- Millor programa d'actualitat: Radio Gaga de Canal #0 (Movistar+).
- Millor presentador: Jesús Calleja per Planeta Calleja de Cuatro.
- Millor presentadora: Sandra Sabatés per El Intermedio de La Sexta.
- Millor serie espanyola: Fariña de Antena 3.
- Millor intèrpret masculí en ficció nacional: Oriol Pla i Solina per El día de mañana de Movistar+.
- Millor intèrpret femení en ficció nacional (ex aequo): Patricia López Arnaiz per La otra mirada de RTVE i Aura Garrido per El día de mañana de Movistar+.
- Millor intèrpret de sèrie emesa per emissores o cadenes no nacionals: Els homes del silenci d'Ottokar en coproducció amb TV3 i RTVE.
- Millor sèrie de ficció d'emissió digital: Paquita Salas de Netflix.

## Premis de Música
- Premi Nacional de música a la trajectòria: Manolo García.
- Espectacle musical, gira o musical: concert “Sedal Madrid” de Vetusta Morla a l'esplanada exterior de la Caja Mágica (Madrid).
- Millor comunicació musical: RedBull Music Academy.
- Fenomen musical de l'any: Operación Triunfo OT17.